# Tant Grön, tant Brun och tant Gredelin

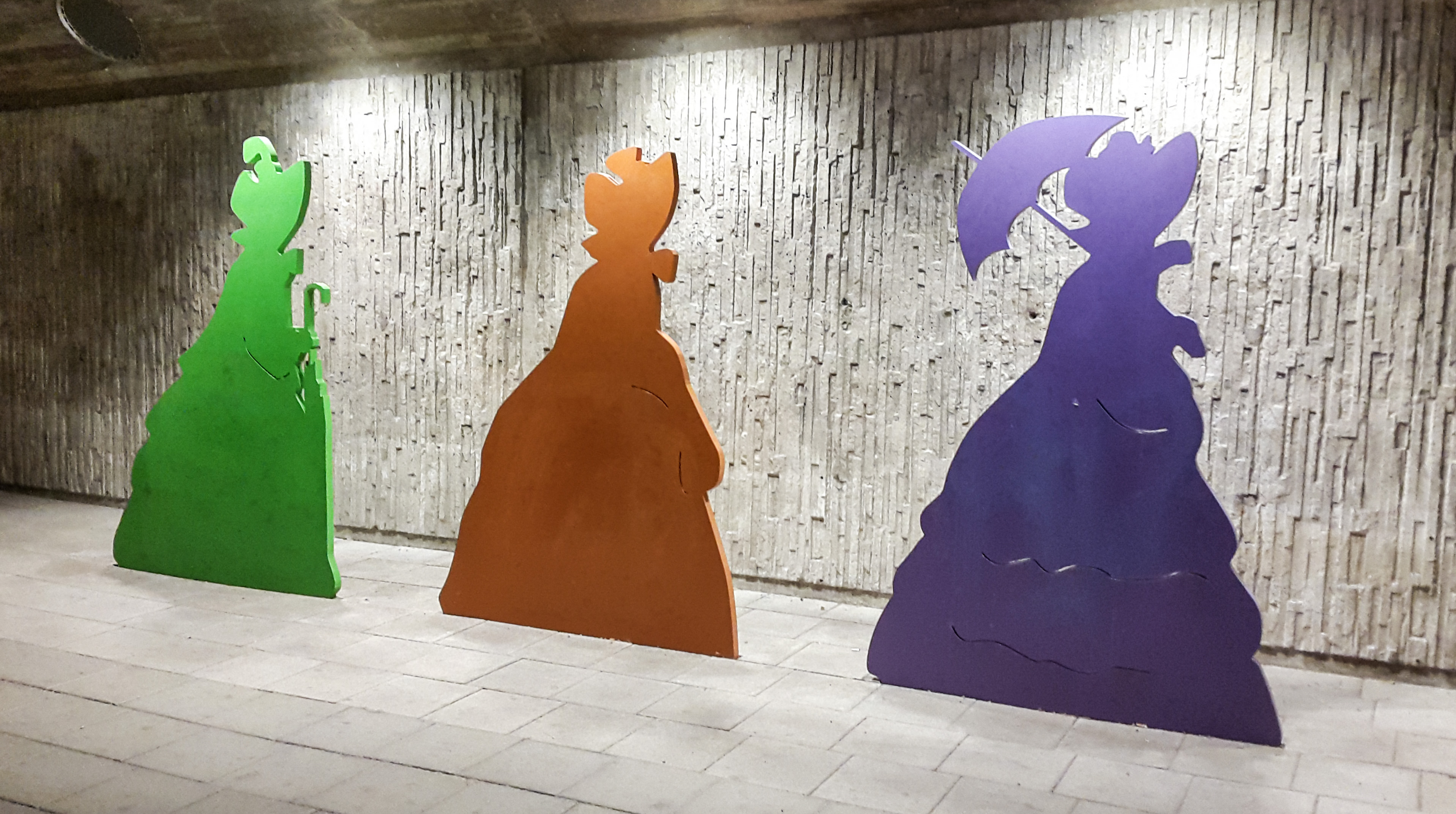
Elsa Beskows sagofigurer tant Grön, tant Brun och tant Gredelin som konstverk vid Danderyds sjukhus T-banestation.

Tant Grön, tant Brun och tant Gredelin är figurer i sagoböcker av Elsa Beskow, som publicerades under perioden 1918 till 1947. Förutom tanterna finns Farbror Blå, barnen Petter och Lotta samt pudeln Prick och katten Esmeralda.
När Elsa Beskow var femton år dog fadern och familjen flyttade till mostrarna på Storgatan 18 i Stockholm. Förebilderna till figurerna var Elsa Beskows mostrar och morbror som var ogifta och bodde tillsammans i Trosa. När Elsa Beskow bodde i Uttran såg hon en man i blå hatt på en båt med sjön - det blev ingivelsen till Farbror Blå.
De tre tanterna tros representera tre olika kvinnotyper: den manhaftiga, den moderliga och husliga samt den "förnämt sjåpiga". Tant Grön (Jeanette) – som sköter trädgården – är den manhaftiga, tant Brun (Marie-Louise) – som står i köket – är den moderliga och husliga och tant Gredelin (Agate-Julie) – som mest sitter i salongen och broderar – är den förnämt sjåpiga. Berättelserna utspelar sig i en småstad på 1840-talet och huvudpersonerna bär tidstypiska kläder som krinolin och bahytt samt pantalonger och kalott.
Boken Tant Grön, tant Brun och tant Gredelin filmatiserades 1947 av Rune Lindström. Den var Sveriges första film i Technicolor och var Sveriges bidrag i Children's Film Festival i Bath. Även 1968–1970 filmades sagorna, i regi av Mille Schmidt, som Farbror Blås nya båt, Petters och Lottas jul, Tant Bruns födelsedag, Tant Grön, tant Brun och tant Gredelin och Petter och Lotta på nya äventyr.

## Böcker
- Tant Grön, tant Brun och tant Gredelin. Stockholm: Åhlén & Åkerlund. 1918. Libris dw8rp815b5p6l8hv. https://gupea.ub.gu.se/2077/79503
- Tant Bruns födelsedag. Stockholm: Bonnier. 1925. Libris bt6pkjt58hr8rtdp. https://gupea.ub.gu.se/2077/79487
- Petter och Lotta på äventyr. Stockholm: Bonnier. 1929. Libris 0hvc7jwpxwfc5nqp. https://gupea.ub.gu.se/2077/79489
- Farbror Blås nya båt. Stockholm: Bonnier. 1942. Libris h0cvr8stfn9lpq00. https://gupea.ub.gu.se/2077/79496
- Petters och Lottas jul. Stockholm: Bonnier. 1947. Libris wdr82xqqt5lr3pkv. https://gupea.ub.gu.se/2077/79476